# Turzyniec (województwo lubuskie)
Turzyniec – osada w Polsce położona w województwie lubuskim, w powiecie strzelecko-drezdeneckim, w gminie Drezdenko.
W latach 1975–1998 miejscowość administracyjnie należała do województwa gorzowskiego.